# My Heart Will Go On
My heart will go on is het themanummer van de populaire film Titanic uit 1997. Het lied is geschreven door James Horner en Will Jennings en is opgenomen door Céline Dion. Het origineel is uitgebracht in 1997 en opgenomen voor het album Let's Talk About Love. Het nummer ging in verschillende landen direct naar de eerste plaats in de hitlijsten.

## Creatie
James Horner had aanvankelijke enkel de melodie voor het lied gecomponeerd als achtergrondmuziek voor de film, maar was van mening dat er best een volledig nummer met gezongen tekst van gemaakt kon worden. Dit nummer kon dan worden gespeeld tijdens de aftiteling. De regisseur van de "Titanic", James Cameron, wilde in eerste instantie geen nummers met tekst hebben. Daarom vroeg Horner Will Jennings om in het geheim een tekst voor het lied te schrijven. Nadat James Horner en Will Jennings het nummer verschillende keren aan Cameron hebben laten horen besloot hij het toch maar te gebruiken.
Celine Dion wilde aanvankelijk het nummer niet opnemen, maar liet zich overhalen door haar manager en echtgenoot René Angélil. De opname werd in een keer en zonder instrumentale begeleiding voltooid.

## Populariteit
"My heart will go on" werd Dions grootste hit ooit en een van de bestverkochte singles in de muziekgeschiedenis. Het lied won in 1997 een Academy Award voor Beste Originele Nummer. In hetzelfde jaar domineerde het lied de Grammy Awards. Het won de prijzen Record of the Year, Song of the Year, Best Female Pop Vocal Performance en Best Song Written Specifically for a Motion Picture or Television.
In Nederland haalde het een dubbelplatina status, wat (destijds) een verkoop van minstens 150.000 stuks betekende. Daarmee stond ze op #1 in de verkoop-Top 100 van 1998 Het is verreweg haar grootste succes in de Nederlandse hitlijsten geweest. In de Mega Top 100 stond het nummer 11 weken op de eerste plaats. Ook in België, zowel in Vlaanderen als Wallonië, was het lied succesvol en stond het respectievelijk 7 en 10 weken op nummer één.

## Tracklist
| 1 | My Heart Will Go On (Album Version)    | 4:40 |
| 2 | My Heart Will Go On (Tony Moran Mix)   | 4:21 |
| 3 | My Heart Will Go On (Richie Jones Mix) | 4:15 |
| 4 | My Heart Will Go On (Soul Solution)    | 4:18 |

## Hitnotering
| "My heart will go on" in de Nederlandse Top 40 - binnen: 07-02-1998 | "My heart will go on" in de Nederlandse Top 40 - binnen: 07-02-1998 | "My heart will go on" in de Nederlandse Top 40 - binnen: 07-02-1998 | "My heart will go on" in de Nederlandse Top 40 - binnen: 07-02-1998 | "My heart will go on" in de Nederlandse Top 40 - binnen: 07-02-1998 | "My heart will go on" in de Nederlandse Top 40 - binnen: 07-02-1998 | "My heart will go on" in de Nederlandse Top 40 - binnen: 07-02-1998 | "My heart will go on" in de Nederlandse Top 40 - binnen: 07-02-1998 | "My heart will go on" in de Nederlandse Top 40 - binnen: 07-02-1998 | "My heart will go on" in de Nederlandse Top 40 - binnen: 07-02-1998 | "My heart will go on" in de Nederlandse Top 40 - binnen: 07-02-1998 | "My heart will go on" in de Nederlandse Top 40 - binnen: 07-02-1998 | "My heart will go on" in de Nederlandse Top 40 - binnen: 07-02-1998 | "My heart will go on" in de Nederlandse Top 40 - binnen: 07-02-1998 | "My heart will go on" in de Nederlandse Top 40 - binnen: 07-02-1998 | "My heart will go on" in de Nederlandse Top 40 - binnen: 07-02-1998 | "My heart will go on" in de Nederlandse Top 40 - binnen: 07-02-1998 | "My heart will go on" in de Nederlandse Top 40 - binnen: 07-02-1998 | "My heart will go on" in de Nederlandse Top 40 - binnen: 07-02-1998 | "My heart will go on" in de Nederlandse Top 40 - binnen: 07-02-1998 | "My heart will go on" in de Nederlandse Top 40 - binnen: 07-02-1998 | "My heart will go on" in de Nederlandse Top 40 - binnen: 07-02-1998 |
| Week                                                                | 1                                                                   | 2                                                                   | 3                                                                   | 4                                                                   | 5                                                                   | 6                                                                   | 7                                                                   | 8                                                                   | 9                                                                   | 10                                                                  | 11                                                                  | 12                                                                  | 13                                                                  | 14                                                                  | 15                                                                  | 16                                                                  | 17                                                                  | 18                                                                  | 19                                                                  | 20                                                                  |                                                                     |
| ------------------------------------------------------------------- | ------------------------------------------------------------------- | ------------------------------------------------------------------- | ------------------------------------------------------------------- | ------------------------------------------------------------------- | ------------------------------------------------------------------- | ------------------------------------------------------------------- | ------------------------------------------------------------------- | ------------------------------------------------------------------- | ------------------------------------------------------------------- | ------------------------------------------------------------------- | ------------------------------------------------------------------- | ------------------------------------------------------------------- | ------------------------------------------------------------------- | ------------------------------------------------------------------- | ------------------------------------------------------------------- | ------------------------------------------------------------------- | ------------------------------------------------------------------- | ------------------------------------------------------------------- | ------------------------------------------------------------------- | ------------------------------------------------------------------- | ------------------------------------------------------------------- |
| Nummer                                                              | 21                                                                  | 2                                                                   | 1                                                                   | 1                                                                   | 1                                                                   | 1                                                                   | 1                                                                   | 1                                                                   | 1                                                                   | 1                                                                   | 1                                                                   | 1                                                                   | 2                                                                   | 2                                                                   | 2                                                                   | 2                                                                   | 5                                                                   | 6                                                                   | 15                                                                  | 23                                                                  | uit                                                                 |

| "My heart will go on" in de Nederlandse Single Top 100 - binnen: 31-01-1998 | "My heart will go on" in de Nederlandse Single Top 100 - binnen: 31-01-1998 | "My heart will go on" in de Nederlandse Single Top 100 - binnen: 31-01-1998 | "My heart will go on" in de Nederlandse Single Top 100 - binnen: 31-01-1998 | "My heart will go on" in de Nederlandse Single Top 100 - binnen: 31-01-1998 | "My heart will go on" in de Nederlandse Single Top 100 - binnen: 31-01-1998 | "My heart will go on" in de Nederlandse Single Top 100 - binnen: 31-01-1998 | "My heart will go on" in de Nederlandse Single Top 100 - binnen: 31-01-1998 | "My heart will go on" in de Nederlandse Single Top 100 - binnen: 31-01-1998 | "My heart will go on" in de Nederlandse Single Top 100 - binnen: 31-01-1998 | "My heart will go on" in de Nederlandse Single Top 100 - binnen: 31-01-1998 | "My heart will go on" in de Nederlandse Single Top 100 - binnen: 31-01-1998 | "My heart will go on" in de Nederlandse Single Top 100 - binnen: 31-01-1998 | "My heart will go on" in de Nederlandse Single Top 100 - binnen: 31-01-1998 | "My heart will go on" in de Nederlandse Single Top 100 - binnen: 31-01-1998 | "My heart will go on" in de Nederlandse Single Top 100 - binnen: 31-01-1998 | "My heart will go on" in de Nederlandse Single Top 100 - binnen: 31-01-1998 | "My heart will go on" in de Nederlandse Single Top 100 - binnen: 31-01-1998 | "My heart will go on" in de Nederlandse Single Top 100 - binnen: 31-01-1998 | "My heart will go on" in de Nederlandse Single Top 100 - binnen: 31-01-1998 | "My heart will go on" in de Nederlandse Single Top 100 - binnen: 31-01-1998 | "My heart will go on" in de Nederlandse Single Top 100 - binnen: 31-01-1998 | "My heart will go on" in de Nederlandse Single Top 100 - binnen: 31-01-1998 | "My heart will go on" in de Nederlandse Single Top 100 - binnen: 31-01-1998 | "My heart will go on" in de Nederlandse Single Top 100 - binnen: 31-01-1998 | "My heart will go on" in de Nederlandse Single Top 100 - binnen: 31-01-1998 | "My heart will go on" in de Nederlandse Single Top 100 - binnen: 31-01-1998 | "My heart will go on" in de Nederlandse Single Top 100 - binnen: 31-01-1998 | "My heart will go on" in de Nederlandse Single Top 100 - binnen: 31-01-1998 | "My heart will go on" in de Nederlandse Single Top 100 - binnen: 31-01-1998 |
| Week                                                                        | 1                                                                           | 2                                                                           | 3                                                                           | 4                                                                           | 5                                                                           | 6                                                                           | 7                                                                           | 8                                                                           | 9                                                                           | 10                                                                          | 11                                                                          | 12                                                                          | 13                                                                          | 14                                                                          | 15                                                                          | 16                                                                          | 17                                                                          | 18                                                                          | 19                                                                          | 20                                                                          | 21                                                                          | 22                                                                          | 23                                                                          | 24                                                                          | 25                                                                          | 26                                                                          | 27                                                                          | 28                                                                          |                                                                             |
| --------------------------------------------------------------------------- | --------------------------------------------------------------------------- | --------------------------------------------------------------------------- | --------------------------------------------------------------------------- | --------------------------------------------------------------------------- | --------------------------------------------------------------------------- | --------------------------------------------------------------------------- | --------------------------------------------------------------------------- | --------------------------------------------------------------------------- | --------------------------------------------------------------------------- | --------------------------------------------------------------------------- | --------------------------------------------------------------------------- | --------------------------------------------------------------------------- | --------------------------------------------------------------------------- | --------------------------------------------------------------------------- | --------------------------------------------------------------------------- | --------------------------------------------------------------------------- | --------------------------------------------------------------------------- | --------------------------------------------------------------------------- | --------------------------------------------------------------------------- | --------------------------------------------------------------------------- | --------------------------------------------------------------------------- | --------------------------------------------------------------------------- | --------------------------------------------------------------------------- | --------------------------------------------------------------------------- | --------------------------------------------------------------------------- | --------------------------------------------------------------------------- | --------------------------------------------------------------------------- | --------------------------------------------------------------------------- | --------------------------------------------------------------------------- |
| Nummer                                                                      | 63                                                                          | 15                                                                          | 2                                                                           | 1                                                                           | 1                                                                           | 1                                                                           | 1                                                                           | 1                                                                           | 1                                                                           | 1                                                                           | 1                                                                           | 1                                                                           | 1                                                                           | 1                                                                           | 2                                                                           | 2                                                                           | 2                                                                           | 5                                                                           | 6                                                                           | 11                                                                          | 18                                                                          | 23                                                                          | 36                                                                          | 43                                                                          | 51                                                                          | 56                                                                          | 66                                                                          | 80                                                                          | uit                                                                         |

| "My heart will go on" in de Vlaamse Ultratop 50 - binnen: 31-01-1998 | "My heart will go on" in de Vlaamse Ultratop 50 - binnen: 31-01-1998 | "My heart will go on" in de Vlaamse Ultratop 50 - binnen: 31-01-1998 | "My heart will go on" in de Vlaamse Ultratop 50 - binnen: 31-01-1998 | "My heart will go on" in de Vlaamse Ultratop 50 - binnen: 31-01-1998 | "My heart will go on" in de Vlaamse Ultratop 50 - binnen: 31-01-1998 | "My heart will go on" in de Vlaamse Ultratop 50 - binnen: 31-01-1998 | "My heart will go on" in de Vlaamse Ultratop 50 - binnen: 31-01-1998 | "My heart will go on" in de Vlaamse Ultratop 50 - binnen: 31-01-1998 | "My heart will go on" in de Vlaamse Ultratop 50 - binnen: 31-01-1998 | "My heart will go on" in de Vlaamse Ultratop 50 - binnen: 31-01-1998 | "My heart will go on" in de Vlaamse Ultratop 50 - binnen: 31-01-1998 | "My heart will go on" in de Vlaamse Ultratop 50 - binnen: 31-01-1998 | "My heart will go on" in de Vlaamse Ultratop 50 - binnen: 31-01-1998 | "My heart will go on" in de Vlaamse Ultratop 50 - binnen: 31-01-1998 | "My heart will go on" in de Vlaamse Ultratop 50 - binnen: 31-01-1998 | "My heart will go on" in de Vlaamse Ultratop 50 - binnen: 31-01-1998 | "My heart will go on" in de Vlaamse Ultratop 50 - binnen: 31-01-1998 | "My heart will go on" in de Vlaamse Ultratop 50 - binnen: 31-01-1998 | "My heart will go on" in de Vlaamse Ultratop 50 - binnen: 31-01-1998 | "My heart will go on" in de Vlaamse Ultratop 50 - binnen: 31-01-1998 | "My heart will go on" in de Vlaamse Ultratop 50 - binnen: 31-01-1998 | "My heart will go on" in de Vlaamse Ultratop 50 - binnen: 31-01-1998 | "My heart will go on" in de Vlaamse Ultratop 50 - binnen: 31-01-1998 | "My heart will go on" in de Vlaamse Ultratop 50 - binnen: 31-01-1998 | "My heart will go on" in de Vlaamse Ultratop 50 - binnen: 31-01-1998 | "My heart will go on" in de Vlaamse Ultratop 50 - binnen: 31-01-1998 | "My heart will go on" in de Vlaamse Ultratop 50 - binnen: 31-01-1998 | "My heart will go on" in de Vlaamse Ultratop 50 - binnen: 31-01-1998 |
| Week                                                                 | 1                                                                    | 2                                                                    | 3                                                                    | 4                                                                    | 5                                                                    | 6                                                                    | 7                                                                    | 8                                                                    | 9                                                                    | 10                                                                   | 11                                                                   | 12                                                                   | 13                                                                   | 14                                                                   | 15                                                                   | 16                                                                   | 17                                                                   | 18                                                                   | 19                                                                   | 20                                                                   | 21                                                                   | 22                                                                   | 23                                                                   | 24                                                                   | 25                                                                   | 26                                                                   | 27                                                                   |                                                                      |
| -------------------------------------------------------------------- | -------------------------------------------------------------------- | -------------------------------------------------------------------- | -------------------------------------------------------------------- | -------------------------------------------------------------------- | -------------------------------------------------------------------- | -------------------------------------------------------------------- | -------------------------------------------------------------------- | -------------------------------------------------------------------- | -------------------------------------------------------------------- | -------------------------------------------------------------------- | -------------------------------------------------------------------- | -------------------------------------------------------------------- | -------------------------------------------------------------------- | -------------------------------------------------------------------- | -------------------------------------------------------------------- | -------------------------------------------------------------------- | -------------------------------------------------------------------- | -------------------------------------------------------------------- | -------------------------------------------------------------------- | -------------------------------------------------------------------- | -------------------------------------------------------------------- | -------------------------------------------------------------------- | -------------------------------------------------------------------- | -------------------------------------------------------------------- | -------------------------------------------------------------------- | -------------------------------------------------------------------- | -------------------------------------------------------------------- | -------------------------------------------------------------------- |
| Nummer                                                               | 35                                                                   | 27                                                                   | 13                                                                   | 3                                                                    | 2                                                                    | 1                                                                    | 1                                                                    | 2                                                                    | 2                                                                    | 2                                                                    | 2                                                                    | 1                                                                    | 1                                                                    | 1                                                                    | 1                                                                    | 1                                                                    | 3                                                                    | 8                                                                    | 11                                                                   | 11                                                                   | 13                                                                   | 14                                                                   | 22                                                                   | 26                                                                   | 29                                                                   | 38                                                                   | 46                                                                   | uit                                                                  |

### NPO Radio 2 Top 2000
| Nummer met noteringen in de NPO Radio 2 Top 2000 | '99 | '00 | '01 | '02 | '03 | '04 | '05 | '06 | '07 | '08 | '09 | '10 | '11 | '12 | '13 | '14 | '15 | '16  | '17  | '18 | '19  | '20  | '21  | '22  | '23  | '24  |
| ------------------------------------------------ | --- | --- | --- | --- | --- | --- | --- | --- | --- | --- | --- | --- | --- | --- | --- | --- | --- | ---- | ---- | --- | ---- | ---- | ---- | ---- | ---- | ---- |
| My Heart Will Go On                              | 41  | 89  | 209 | 238 | 354 | 334 | 400 | 419 | 326 | 337 | 559 | 562 | 637 | 598 | 849 | 922 | 828 | 1129 | 1243 | 978 | 1081 | 1215 | 1375 | 1568 | 1404 | 1263 |

1. ↑  Een vetgedrukt getal geeft de hoogste notering aan.

- Gemeinsame Normdatei: 1160093717
- MusicBrainz release group: a8a98e33-d70c-311e-931a-26a7b0daf7fe
- MusicBrainz work: 78fc1f10-cbbf-3603-8c07-99a3d4f81397